# 朱庭珍
朱庭珍（1841年—1903年11月19日），字小園，一作筱園，清末雲南石屏縣人。
朱家學之子。自幼聰穎，随父宦游山东。博覽群書，受知於黃琮、戴綗孫等詩人。早年參加科舉，“文已中选，终以违时旨放归”。遂返雲南，入镇远镇总兵和耀曾幕。光緒年間與同鄉陳庚明、昆明張星柳、劍川赵藩、山陰陳鵾父子等在昆明成立蓮湖吟社，以诗词唱和，共推庭珍为社长。後集為《蓮湖吟社稿》二卷。与赵藩、陈荣昌、吴式钊并称为“滇南四杰”。光緒十四年，舉於鄉，時年四十七。三上春官不第，遂絕意科舉，终身布衣。時值經正書院成立，被聘為閱卷委員，狀元袁嘉穀即出自其門下。中日甲午战争戰敗，曾提倡新学。光绪二十九年（1903年）卒於雲南會澤。著有《筱園詩話》四卷、《穆清堂詩鈔》三卷（含《論詩絕句五十首》）、《續集》兩卷等。